# 田中修吾
田中 修吾（たなか しゅうご、1903年8月1日 - 1996年12月16日）は、日本の経営者。共栄火災海上保険社長を務めた。福井県出身。

## 経歴
1924年に小樽高等商業学校を卒業し、同年に大福海上火災保険に入社。1942年に共栄火災海上保険に転じ、1949年5月に取締役に就任し、1958年2月に常務、1965年6月に専務を経て、1970年に副社長に就任し、1973年6月には社長に昇格。1977年7月に会長を経て、1979年7月から相談役を務めた。
1975年11月に勲四等旭日小綬章を受章した。
1996年12月15日老衰のために死去。93歳没。